# Cavall nez percé
El nez percé és una raça de cavall tacat de la tribu nez percé d'Idaho. El programa Nez Perce Horse Registry (NPHR) s'inicià el 1995 a Lapwai, Idaho, i es fonamenta en l'encreuament dels cavalls appaloosa de llinatge antic (el ramat Wallowa) amb l'akhal-teke, una antiga raça de l'Àsia central.
Aquest programa té per objectiu restablir la cultura equina dels nez percé, la tradició de la cria selectiva de cavalls appaloosa i l'equitació gairebé anorreada pel Govern dels Estats Units al segle XIX. El programa de cria rebé finançament del Departament de Salut i Serveis Humans, la tribu nez percé i un grup sense ànim de lucre anomenat First Nations Development Institute, que promou aquesta mena d'afers.
Segons Rudy Shebala, director del Registre de Cavalls de la Tribu i del programa Nez Perce Young Horsemen el cavall nez percé és "apte per portar el nom nez percé".
L'akhal-teke és una raça antiga provinent del Turkmenistan (prop de l'Afganistan). Són coneguts per la seva excel·lent resistència i el seu pelatge "metàl·lic". Els colors del pelatge  de l'akhal-teke solen incloure palominos, isabel i bai fosc. Un cavall nez percé típic és un isabel o palomino amb característiques de l'appaloosa: amb pell i pelatge tacat o una manta.
La conformació del cavall nez percé és més llarga i esvelta que la dels quarters americans o altres cavalls de raça de l'oest dels Estats Units, amb espatlles i quarts posteriors més estrets, un esquena més llarga i un aspecte d'esvelt corredor. Són bons en les llargues distàncies i competeixen bé en curses de resistència; també són bons saltadors. Els cavalls nez percé solen tenir un pas ràpid i suau.
El poble nez percé és històricament conegut per les seves pràctiques selectives en la cria del cavall, segons els criadors de NPHR Jon i Rosa Yearout.